# NK Brinje Grosuplje
Nogometni klub Brinje Grosuplje (tiếng Việt: Câu lạc bộ bóng đá Brinje Grosuplje), thường hay gọi Brinje Grosuplje hoặc đơn giản Brinje, là một câu lạc bộ bóng đá Slovenia, thi đấu ở thị trấn Grosuplje.

## Lịch sử
NK Brinje Grosuplje được thành lập năm 2003. Câu lạc bộ không được xem là kế vị hợp pháp của NK Grosuplje và các thống kê cũng như danh hiệu của hai câu lạc bộ là độc lập theo tuyên bố của Hiệp hội bóng đá Slovenia.